# پردازشگر پرداخت

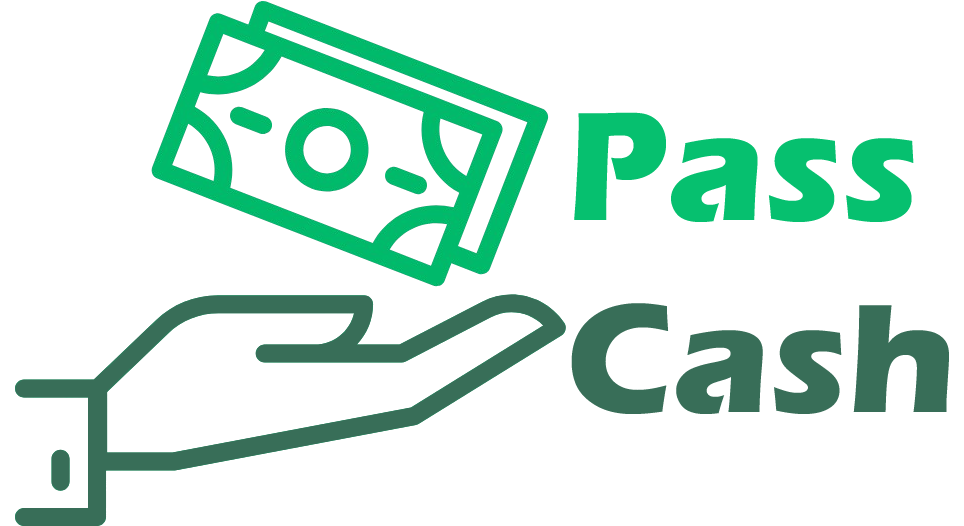
پرداخت هوشمند

پردازشگر پرداخت شرکتی ست (معمولاً طرف ثالث) که توسط یک مرچنت به منظور پردازش و مدیریت تراکنش‌ها از کانال‌های متنوع مانند کارت اعتباری و کارت نقدی برای  بانک پذیرنده فروشگاه گماشته می‌شود.
به دو نوع کلی Front-end و Back-end تقسیم می‌شوند.
پردازشگر پرداخت تراکنش را به منظور وارسی و تأیید به صادرکننده می‌فرستند و سپس پاسخ را به درگاه پرداخت به منظور تحویل به مرچنت بازمی‌گرداند.